# جيمس س. إلمر
جيمس س. إلمر (بالإنجليزية: James Elmer)‏ هو لاعب كرة قدم أمريكية أمريكي، ولد في 21 يناير 1882 في بيلوكسي في الولايات المتحدة، وتوفي في 30 أبريل 1920 في نيو أورلينز في الولايات المتحدة.